# Mads Albertsen
Mads Albertsen (født 8. september 1985) er professor MSO i DNA-sekventering for Institut for Kemi og Biovidenskab ved Aalborg Universitet. Han er derudover medstifter og tidligere direktør af DNASense ApS, som laver DNA-sekventering og bioinformatisk analyse til industri og forskningsgrupper. Mads Albertsen har været en fremtrædende forsker under Covid-19-krisen.

## Uddannelse og karriere
Mads Albertsen er uddannet Civilingeniør i Bioteknologi ved Aalborg Universitet og i 2014 fik han tildelt sin Ph.d. ligeledes ved Aalborg Universitet. Herefter var han ansat som Postdoc på et projekt kaldet “Experimental evolution of microbial communities” ved Center for Microbial Communities ved Aalborg Universitet. Hvorefter han var Associate Professor i DNA-sekventering, anvendt bioinformatik og mikrobiel økologi, indtil han blev professor MSO i DNA-sekventering ved Aalborg Universitet. Sideløbende har han været medstifter af DNASense ApS.

## Covid-19
Mads Albertsens forskningsgruppe arbejder normalt med bakterier, men da Covid-19 virussen ramte Danmark omlagde de deres laboratorie fra at analysere bakterier til at analysere den nye virus (SARS-CoV-2). Fra Marts 2020 til Juli 2021 stod Mads Albertsens laboratorie for den nationale gensekventering af positive Covid-19-prøver i samarbejde med Statens Serum Institut, hospitaler og andre myndigheder.
Mads Albertsen blev kendt i offentligheden, da mink-varianterne og senere alpha-varianten af SARS-CoV-2 ramte Danmark og har blandt andet medvirket i en podcast af tv2nord. Statsminister Mette Frederiksen har også været på besøg i Mads Albertsens laboratorie og kom med rosende ord ”Det er jeres fortjeneste, at vi har styr på epidemien. I er Danmarks helte. I er i verdensklasse”. Også uddannelses- og forskningsminister har været på besøg i laboratoriet i Aalborg.

## Priser
Mads Albertsen har vundet en række priser og hædersbevisninger gennem sin karriere. Udvalgte ses nedenfor:
- 2012: Tildelt Roblon prisen på 100.000 kr. Prisen er tildelt hvert år til en kandidatafhandling af en gruppe eller studerende ved Aalborg Universitet. ”For at blive betragtet, skal kandidatafhandlingen være af høj kvalitet, innovativ og bidrage til videre forskning eller beskæftigelse i Nordjylland”.[8]
- 2015: Tildelt Spar Nord Fonds Forskningspris på 250.000 kr. ”Prisen tildeles årligt  yngre forskere som belønning for et ekstraordinært fremragende forskningsprojekt ved Aalborg Universitet”[9]
- 2016: Tildelt ”Rising Star” af IWA/ISME bioklyngen; en halvårlig pris fra de to største foreninger inden for mikrobiel økologi og vandteknik. ”Denne prestigefyldte pris belønner tværfaglig forskning ad usædvanlig fortjeneste inden for dette felt.”
- 2016: Tildelt ”Årets forskningsresultat 2015” af videnskab.dk, til ”Comammox” opdagelsen baseret på vores to Nature-dokumenter i 2015[10]
- 2019: DNASense ApS kvalificerer sig til Børsen Gazelle. En anerkendelse til hurtigt voksende virksomheder, der opfylder et sæt specifikke vækstkriterier for 4 regnskabsår i træk[11]
- 2021: Grundfosprisen[12]
- 2024: EliteForsk-prisen.[13]

## Publikationer
Mads Albertsen har udgivet mange publikationer herunder peer-reviewed artikler og bogkapitler. Udvalgte publikationer:
- Singleton CM, Petriglieri F, Kristensen JM, Kirkegaard RH, Michaelsen TY, Andersen MH, Kondrotaite Z, Karst SM, Dueholm MS, Nielsen PH, Albertsen M. Connecting structure to function with the recovery of over 1000 high-quality activated sludge metagenome-assembled genomes encoding full-length rRNA genes using long-read sequencing. Nature Communications, 2021, 12:2009.
- Karst SM, Ziels RM, Kirkegaard RH, Sørensen EA, McDonald D, Zhu Q, Knight R, Albertsen M. High-accuracy long-read amplicon sequences using unique molecular identifiers with Nanopore or PacBio sequencing. Nature Methods, 2021, 18:165-169.
- Karst SM, Dueholm MS, McIlroy SJ, Kirkegaard RH, Nielsen PH & Albertsen M. Retrieval of a million high-quality, full-length microbial 16S and 18S rRNA gene sequences without primer bias. Nature Biotechnology, 2018, 36:190-195.
- Kits DK, Sedlacek CJ, Lebedeva EV, Han P, Bulaev A, Pjevac P, Daebeler A, Romano S, Albertsen M, Stein LY, Daims H, Wagner M. Kinetic analysis of a complete nitrifier reveals an oligotrophic lifestyle.Nature, 2017. 549:269-72.
- Daims H., Lebedeva E, Pjevac P, Han H, Herbold C, Albertsen M, Jehmlich N, Palatinszky M, Vierheilig J, Kirkegaard RH, von Bergen M, Rattei T, Bendinger B, Nielsen PH, Wagner M. Complete nitrification by Nitrospira bacteria. Nature, 2015 528:504-09.
- van Kessel MAHJ, Speth DR, Albertsen M, Nielsen PH, Camp HJMO, Kartal B, Jetten MSM,  Lücker S. Complete nitrification by a single microorganism. Nature, 2015, 528:555-59.
- Koch H, Galushko A, Albertsen M, Schintlmeister A, Gruber-Dorninger C, Lucker S, Pelletier E, Le Passler D, Spieck E, Richter A, Nielsen PH, Wagner M, Daims, H. Growth of nitrite-oxidizing bacteria by aerobic hydrogen oxidation. Science, 2014, 345:1052-54.
- Albertsen M, Hugenholtz P, Skarshewski A, Nielsen KL, Tyson GW and Nielsen PH. Genome sequences of rare, uncultured bacteria obtained by differential coverage binning of multiple metagenomes. Nature biotechnology, 2013, 31:533-538.